# United States Naval Forces Command Europe-Africa

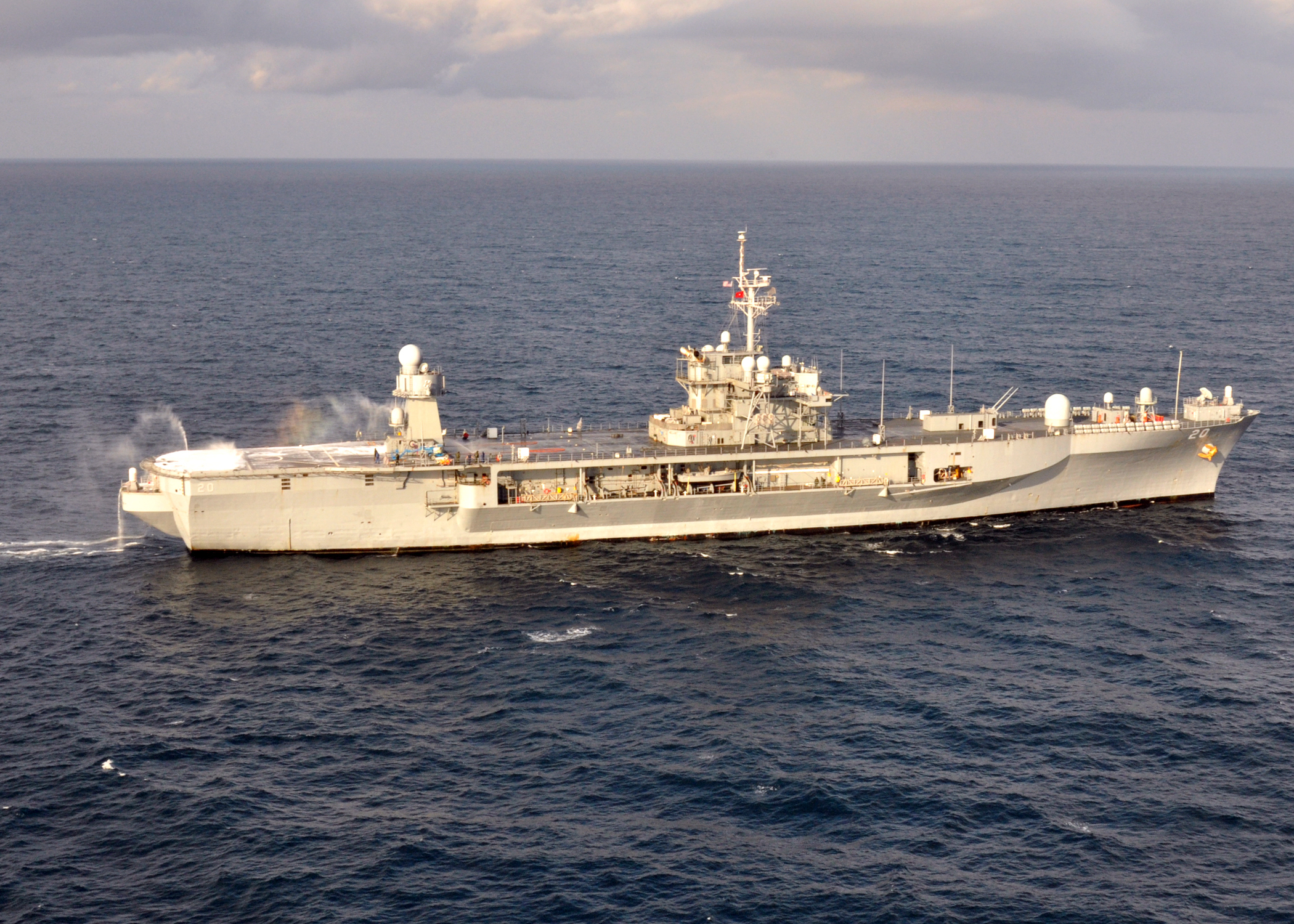
USS Mount Whitney LCC-20

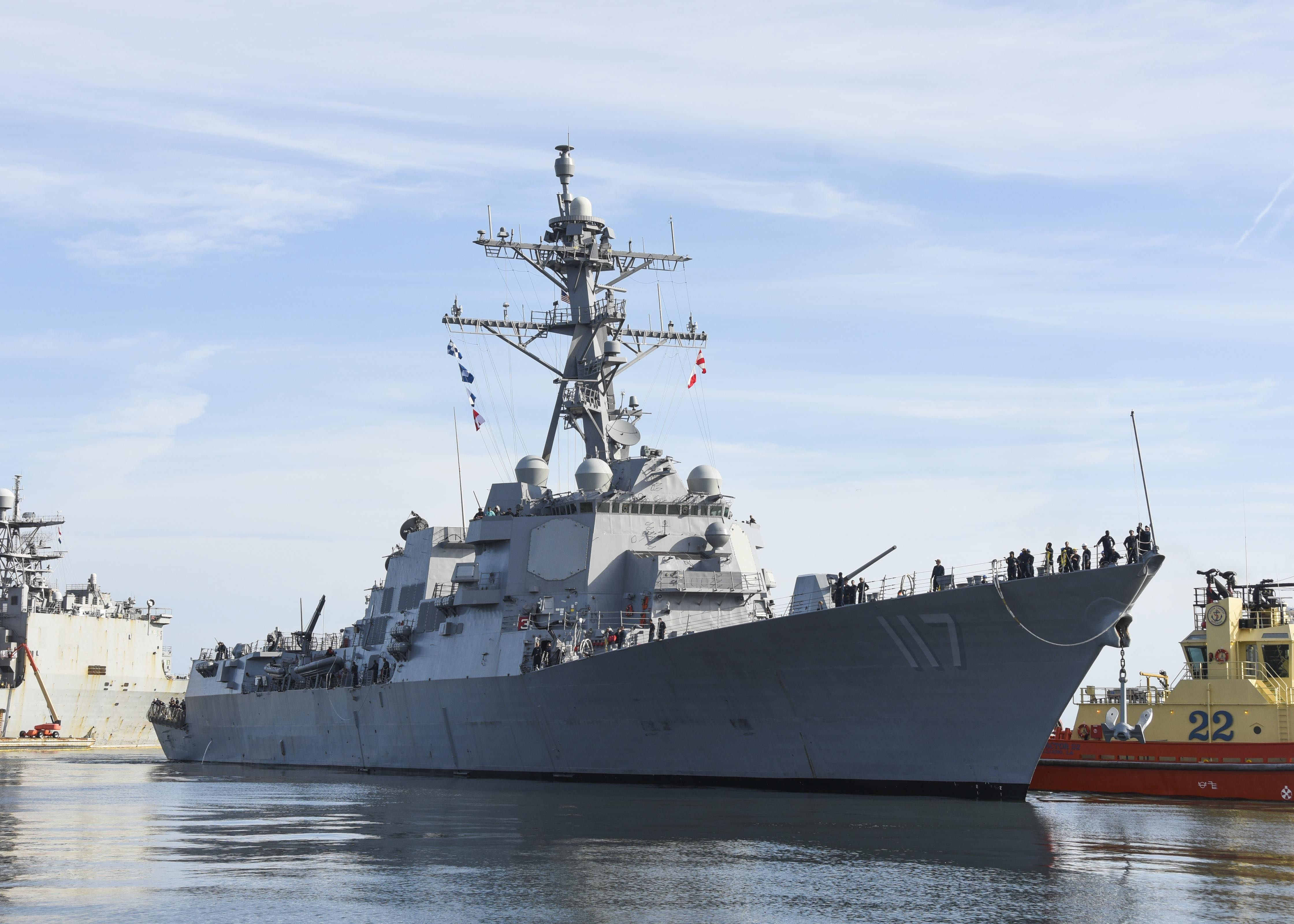
USS Paul Ignatius DDG-117

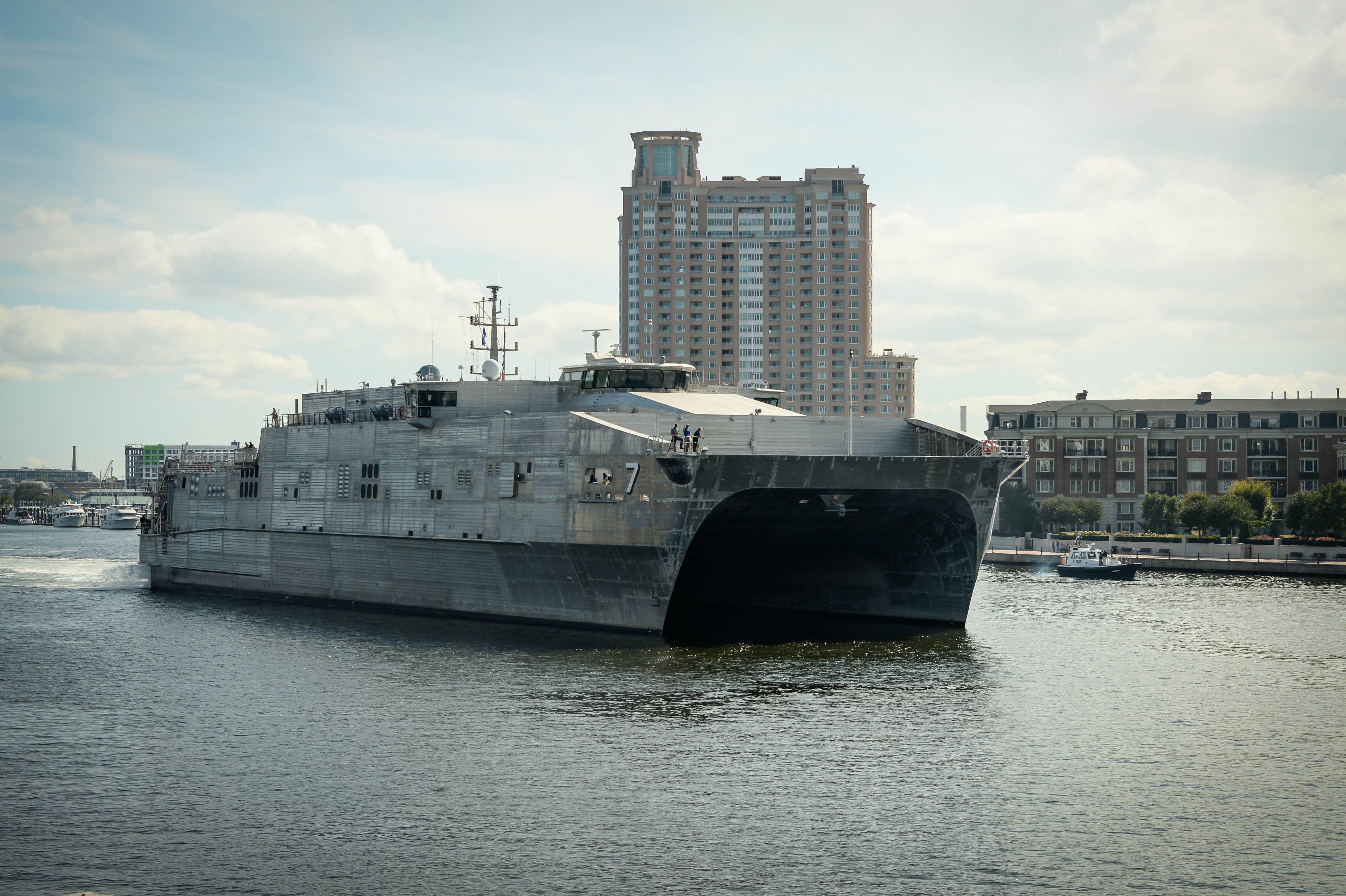
USNS Carson City T-EPF-7

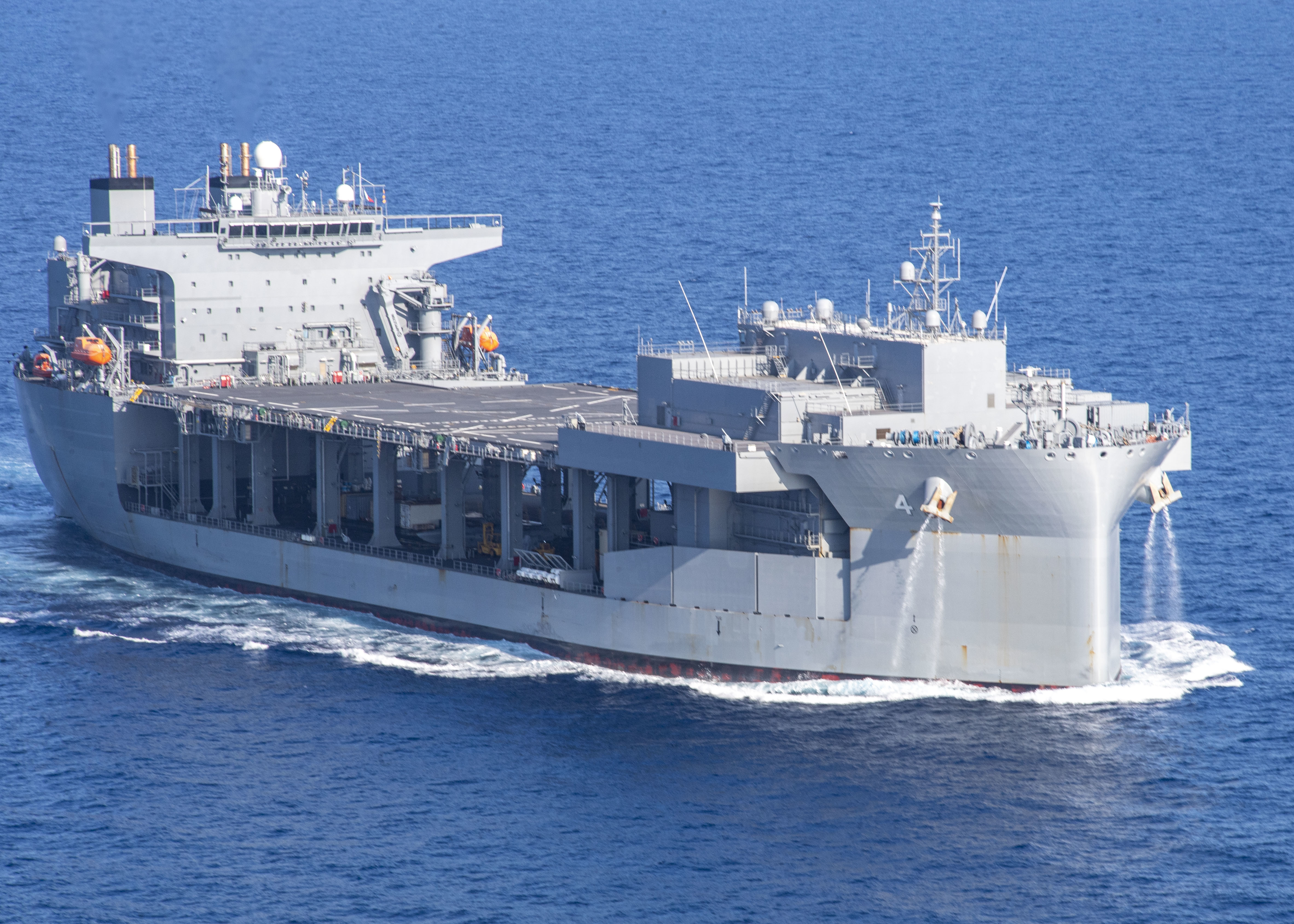
USS Hershel Woody Williams ESB-4

Il Comando delle forze navali degli Stati Uniti in Europa ed Africa / Sesta Flotta (COMUSNAVEUR-COMUSNAVAF/SIXTHFLT) è un comando dell'U.S. Navy, responsabile su tutte le sue unità navali di superficie, sottomarine e forze aeree dislocate nell'Oceano Atlantico orientale, nel Mar Mediterraneo e nei mari adiacenti al Continente africano. Fornisce le unità navali ai comandi unificati di teatro dello U.S.European Command e dello U.S.Africa Command.

## Missione
Il comando della sesta flotta pianifica e conduce operazioni offensive o difensive per stabilire o mantenere il controllo del Mar Mediterraneo, del Mar Nero e dei mari adiacenti alle coste occidentali dell'Africa. Inoltre pianifica e conduce operazioni contingenti incluse evacuazione di cittadini statunitensi, proteggere interessi americani, provvedere alla presenza della U.S. Navy nel Mediterraneo in supporto ad operazioni oltremare della marina stessa e alla politica estera americana e svolgere operazioni di addestramento per mantenere la flotta sempre pronta.

## Storia
Le prime attività della marina americana nel Mediterraneo risalgono ai primi anni dell'800, quando 4 navi furono assegnate al pattugliamento delle coste nordafricane per prevenire atti di pirateria nei confronti delle navi mercantili durante le guerre barbaresche. Nella seconda guerra mondiale le unità della marina americana operarono congiuntamente a quelle della Royal Navy per contrastare le navi della Regia Marina e preparare le operazioni anfibie in Sicilia. Al termine della guerra tutte le unità presenti nel Mediterraneo vennero assegnate alla Sixth Task Fleet, che a partire dal 1950 cambiò il nome in Sixth Fleet. Durante la guerra fredda, il teatro del Mediterraneo acquisì un'importanza strategica, poiché le forze navali alleate erano considerate in vantaggio rispetto a quelle del Patto di Varsavia e quindi disposte ad una efficiente risposta ad un eventuale attacco terrestre nell'Europa continentale, dove la NATO era considerevolmente in svantaggio. Nel luglio 2016 con il giuramento dell'ammiraglio Howard è stato il primo comando forze ad essere detenuto da una donna, l'ammiraglio ha detenuto il comando fino all'ottobre 2017 momento del suo ritiro dalla marina.

## Organizzazione
Il comando, al 2024, ha l'autorità sui seguenti comandi subordinati operativi:
- Sesta Flotta:
  - Task Force 63 -  (CTF-63) - Controlla tutte le unità di supporto logistico del Military Sealift Command.
    -  USS Mount Whitney (LCC-20) - Base Gaeta, Italia. Nave ammiraglia della flotta.
    - Command Military Sealift Command Europe Africa (EURAF) - Base, Napoli, Italia
      - MSC Ship Support Unit (SSU) Napoli
      -  USNS Trenton (T-EPF-5)
      -  USNS Carson City (T-EPF-7)
      -  USNS Yuma (T-EPF-8)
      -  USS Hershel Woody Williams (ESB 4), base Creta, Grecia

    - Maritime Prepositioning Ship Squadron One (MPSRON ONE)

  - Task Force 64 -  (CTF-64) - Gestisce la difesa aerea ed antimissile.
  - Task Force 65 -  (CTF-65) - Controlla tutte le unità d'attacco di superficie assegnate periodicamente o permanentemente alla Flotta. Attualmente,  controlla il Carrier Strike Group 10 (CARSTRKGRU ten), assegnato alla Flotta dell'Atlantico degli Stati Uniti.
    - Destroyer Squadron 60 (COMDESRON sixty) - Base Napoli, Italia. Assegnato permanentemente alla Flotta.
      -  USS Arleigh Burke (DDG-51)
      -  USS Porter (DDG-78)
      -  USS Roosevelt (DDG-80)
      -  USS Bulkeley (DDG-84)
      -  USS Paul Ignatius (DDG-117)

  - Task Force 67 -  (CTF-67) - Controlla tutti gli aerei da pattugliamento marittimo assegnati periodicamente alla Flotta. Base Sigonella, Italia
    - CTF-67.1 - VP Squadron (P-8)
    - CTF-67.2 - Tactical Operation Center (TOC)
    - CTF-67.2.1 - Sigonella, Mobile Tactical Operation Center (MTOC)
    - CTF-67.2.2 - Keflavík, Islanda, Mobile Tactical Operation Center (MTOC)
    - CTF-67.3 - Triton UAV (MQ-4)(quando attivato)
    - CTF-67.4 - VQ Squadron (EP-3), Base Souda Bay, Creta
    - CTF-67.5 - Spangdahlem, Germania, VAQ Squadron - Equipaggiato con EA-18G Growler
    - CTF-67.6 - Helicopter Sea Combat Squadron, Base Napoli, Italia - Equipaggiato con Sikorsky MH-60S
    - CTF-67.7 - Helicopter Maritime Strike Squadron, Base Rota, Spagna - Equipaggiato con Sikorsky MH-60R
    - CTF-67.8 - VP Squadron (P-8), Base Keflavík, Islanda

  - Task Force 68 -  (CTF-68) - Controlla tutte le unità del Navy Expeditionary Combat Command assegnate periodicamente alla Flotta.
    - CTF-68.1 - EOD
    - CTF-68.2 - NCF
      - 22nd Navy Construction Regiment Detachment - Base Rota, Spagna

    - CTF-68.3 - EOD EUR
      - Explosive Ordnance Disposal Mobile Unit Eight (EODMU 8) - Base Rota, Spagna

    - CTF-68.4 - CRF
      - Coastal Riverine Squadron 1 (CORIVRON one)

    - CTF-68.5 - FAST
    - CTF-68.6 - UCT
    - CTF-68.7 - NCF Corno d'Africa
    - CTF-68.8 - EOD Corno d'Africa
    - CTF-68.9 - NEIC/COMCAM
    - CTF-68.10 - RED HORSE Squadron, U.S. Air Force
    - CTF-68.11 - CRF

  - Task Force 69 -  (CTF-69) - Controlla tutte le forze sottomarine assegnate periodicamente alla Flotta.